# Браєс
Браєс (італ. Braies) — муніципалітет в Італії, у регіоні Трентіно-Альто-Адідже,  провінція Больцано.
Браєс розташований на відстані близько 540 км на північ від Рима, 110 км на північний схід від Тренто, 65 км на схід від Больцано.
Населення — 650 осіб (2014).

## Демографія
Населення за роками:

Станом на 1 січня 2023 року в муніципалітеті офіційно проживало 26 іноземців з 10 країн, серед них 13 громадян країн Євросоюзу та 4 громадяни України.

## Сусідні муніципалітети
- Кортіна-д'Ампеццо
- Добб'яко
- Мареббе
- Монгуельфо-Тезідо
- Вальдаора
- Віллабасса